# Радунка Богдановић
Радунка Богдановић (Ружић, 4. март 1951) српска је учитељица у пензији и писац.

## Биографија
Богдановић је рођена Радунка Ружић, у Ружићу код Владичиног Хана, основну школу завршила је у Џепу, а учитељску школу и педагошку академију у Алексинцу. Поезијом се бави још из основношколских дана. Пише и хаику поезију.
До сада је објавила четири збирке песама:
1. Домовино, да ти кажем, Дом културе Брестовац (1990);
2. Из срца, Књижевно друштво просветних радника Србије, Београд (1995);
3. Додир ћутања, Стручна књига, Београд (1999);
4. Невенпоље, Књижевни клуб Глубочица, Лесковац (2002).

Песме су јој заступљене у разним зборницима, листовима и часописима. Хаику јој је штампан у неколико листова у земљи, Магазину за хаику поезију Коко Като у Јапану и хаику на интернету у Немачкој. 
Један је од уредника збирке ђачких песама Моја је машта шарена башта у издању Дома културе Брестовац.
Радила је као учитељица у ОШ „Бранко Радичевић” у Брестовцу, где и сада живи као пензионер и пише.